# Palais Litta
Pour les articles homonymes, voir Litta.
Le palais Litta  (en italien : Palazzo Litta) est un édifice de style baroque milanais situé  Corso Magenta à Milan. Il abrite le siège de la Soprintendenza archéologie, beaux-arts et paysage de la  ville métropolitaine de Milan.

## Histoire
L'architecte Francesco Maria Richini a construit le noyau du palais dans les années 1642-1648 pour le comte Bartolomeo Arese, membre de l'une des familles milanaises les plus influentes de la période est qui est devenu président du Sénat de Milan en 1660. Le palais Litta est ainsi devenu un centre important de la culture à la mode milanaise et de la politique. Les grandes fêtes organisées au cours des années comprenaient des réceptions pour l'archiduchesse Marie-Anne d'Autriche, Marguerite-Thérèse d'Autriche, Élisabeth-Christine de Brunswick-Wolfenbüttel, Marie-Thérèse d'Autriche, Eugène de Beauharnais et pour l'arrivée de Napoléon Bonaparte à Milan.
En 1674, le palais passe à Margherita la fille de Bartolomeo , épouse de Fabio III Visconti Borromeo Arese. Vers le milieu du XVIIIe siècle, lorsque la ligne masculine de la famille Arese s'éteint, le palais est hérité par la famille Litta, dont les membres étaient également importants dans la vie politique de la ville.

## Description
Outre son plan général, les caractéristiques principales qui restent essentiellement intactes dans le bâtiment original du XVIIe siècle sont le piano nobile (bien que largement redécoré) et l'une des cours de Richini. L'oratoire familial, aussi le travail de Richini, et consacré en 1671, fut plus tard transformé en théâtre privé pour l'usage de la famille et de ses invités. Le théâtre, le plus ancien de Milan, le Teatro Litta di Milano est toujours utilisé.
Au milieu du XVIIIe siècle, lorsque la ligne masculine de la famille Arese, la famille Litta hérite du palais et apporte des changements importants  au bâtiment. En 1740, Carlo Giuseppe Merlo a construit l'imposant escalier «  en tenaille » (scalone a tenaglia) dont les courbes sophistiquées aboutissent aux appartements du piano nobile. Ceux-ci ont également été rénovés en partie avec des fresques murales de  Giovanni Antonio Cucchi. Entre 1752 et 1761, Bartolomeo Bolli a construit une nouvelle façade pour le bâtiment, très décorée dans un style baroque tardif, ou Rococo.

## Source de traduction
- (en) Cet article est partiellement ou en totalité issu de l’article de Wikipédia en anglais intitulé « Palazzo Litta » (voir la liste des auteurs).